# Mahavishnu Orchestra
Mahavishnu Orchestra est un groupe américain fondé par le guitariste John McLaughlin au début des années 1970. Le groupe est l'un des précurseurs de la fusion du jazz et du rock progressif. 

## Biographie
John McLaughlin produit d’abord son propre album, My Goal's Beyond, avec Billy Cobham, Charlie Haden, Airto Moreira, Dave Liebman, Badal Roy, Jerry Goodman et Mahalakshmi.
My Goal's Beyond est le 3e album solo (après Extrapolation and Devotion) de John McLaughlin. Publié à l'origine en 1971 par Douglas Records aux Etats-Unis.
Pour le premier disque du Mahavishnu Orchestra, The Inner Mounting Flame, publié en 1971, John McLaughlin s’entoure de Rick Laird (basse), Billy Cobham (batterie), Jerry Goodman (violon) et Jan Hammer (claviers). Ce disque réalise une parfaite fusion des claviers Moog, guitares et violon, le tout soutenu par un jeu de batterie étonnant de Billy Cobham. John McLaughlin est inspiré dans sa vie et sa musique par son guide spirituel Sri Chinmoy. 
L'ensemble réalise, en 1973, l’album suivant, Birds of Fire. La même année, sort Between Nothingness and Eternity, un album live enregistré au Central Park de New York.
En 1974, le Mahavishnu Orchestra change de composition pour signer Apocalypse avec le London Symphony Orchestra dirigé par Michael Tilson Thomas. John McLaughlin est entouré notamment de Jean-Luc Ponty (violon), Narada Michael Walden (batterie) et Ralphe Armstrong (basse).
En 1975, le Mahavishnu Orchestra réalise un autre album majeur, Visions of the Emerald Beyond, avec la même formation de base accompagnée de Gayle Moran aux claviers et chant. Les prestations du groupe sont encore plus remarquables sur scène. Ses concerts au Festival de jazz de Montreux resteront dans les annales.
En 1976 sort l'album Inner Worlds. Gayle Moran est remplacé par Stu Goldberg aux claviers. L'album est inégal et manque cruellement d'homogénéité. Cet opus marquera la fin du Mahavishnu Orchestra.
John McLaughlin poursuit ensuite sa carrière musicale avec le groupe Shakti, puis le One Truth Band aux côtés de L. Shankar, après quoi il rejoint Christian Escoudé en duo de guitares. En 1980 et 1981, il enregistre deux albums avec le supergroupe Fuse One (en), composé par Stanley Clarke, Eric Gale, Lenny White, Tom Browne, Stanley Turrentine, Wynton Marsalis et George Benson.
Par la suite, il joue avec les Translators (1981–1982), cette fois composé des français Jean-Paul Céléa, François Couturier ainsi que de Katia Labèque et de Tommy Campbell, batteur ayant beaucoup joué avec Sonny Rollins. En 1984 il reforme le Mahavishnu Orchestra, quatrième mouture, qu'il nomme plus simplement Mahavishnu. Le groupe sera dissous en 1986.

## Formation
| - John McLaughlin : guitare - Billy Cobham : batterie - Jerry Goodman : violon - Jan Hammer : claviers - Rick Laird : basse - John McLaughlin : guitare - Jean-Luc Ponty : premier violon - Steve Kindler : violon - Carol Shieve : violon - Michael Narada Walden : batterie - Ralphe Armstrong : basse, voix - Gayle Moran : claviers, chant | - John McLaughlin : guitare - Michael Narada Walden : batterie - Ralphe Armstrong : basse, voix - Stu Goldberg : claviers - John McLaughlin : guitare - Jonas Hellborg : basse - Billy Cobham puis Danny Gottlieb : batterie - Mitchel Foreman puis Jim Beard : claviers - Bill Evans : saxophones |

## Discographie

### Albums studio
- 1971 : The Inner Mounting Flame
- 1973 : Birds of Fire
- 1974 : Apocalypse
- 1975 : Visions of the Emerald Beyond
- 1976 : Inner Worlds
- 1984 : Mahavishnu
- 1987 : Adventures in Radioland
- 1999 : The Lost Trident Sessions

### Albumlive
- 1973 : Between Nothingness and Eternity

## Vidéographie
- Un double DVD officiel est paru en 2007, réunissant les deux concerts du Mahavishnu Orchestra au Festival de jazz de Montreux, en 1974 et 1984.